# Mistrovství světa v biatlonu 2028
Mistrovství světa v biatlonu v roce 2028 se uskuteční v rakouském Hochfilzenu. Bude to počtvrté, kdy toto biatlonové středisko uspořádá kompletní mistrovství světa. Dosud se zde mistrovstvi konalo v letech 1987, 2005 a 2017; část soutěží zde proběhla v roce 1998.
Mistrovství proběhne v termínu 8. až 20. února 2028.

## Volba pořadatele
O pořadateli se hlasovalo na kongresu Mezinárodní biatlonové unie v září 2024. Protikandidátem byla slovinská Pokljuka.